# Das Schloss
Das Schloss ist neben Der Verschollene (auch bekannt unter Amerika) und Der Process einer der drei unvollendeten Romane Franz Kafkas. Das 1922 entstandene Werk wurde 1926 von Max Brod postum veröffentlicht. Es schildert den vergeblichen Kampf des Landvermessers K. um Anerkennung seiner beruflichen und privaten Existenz durch ein geheimnisvolles Schloss und dessen Vertreter.

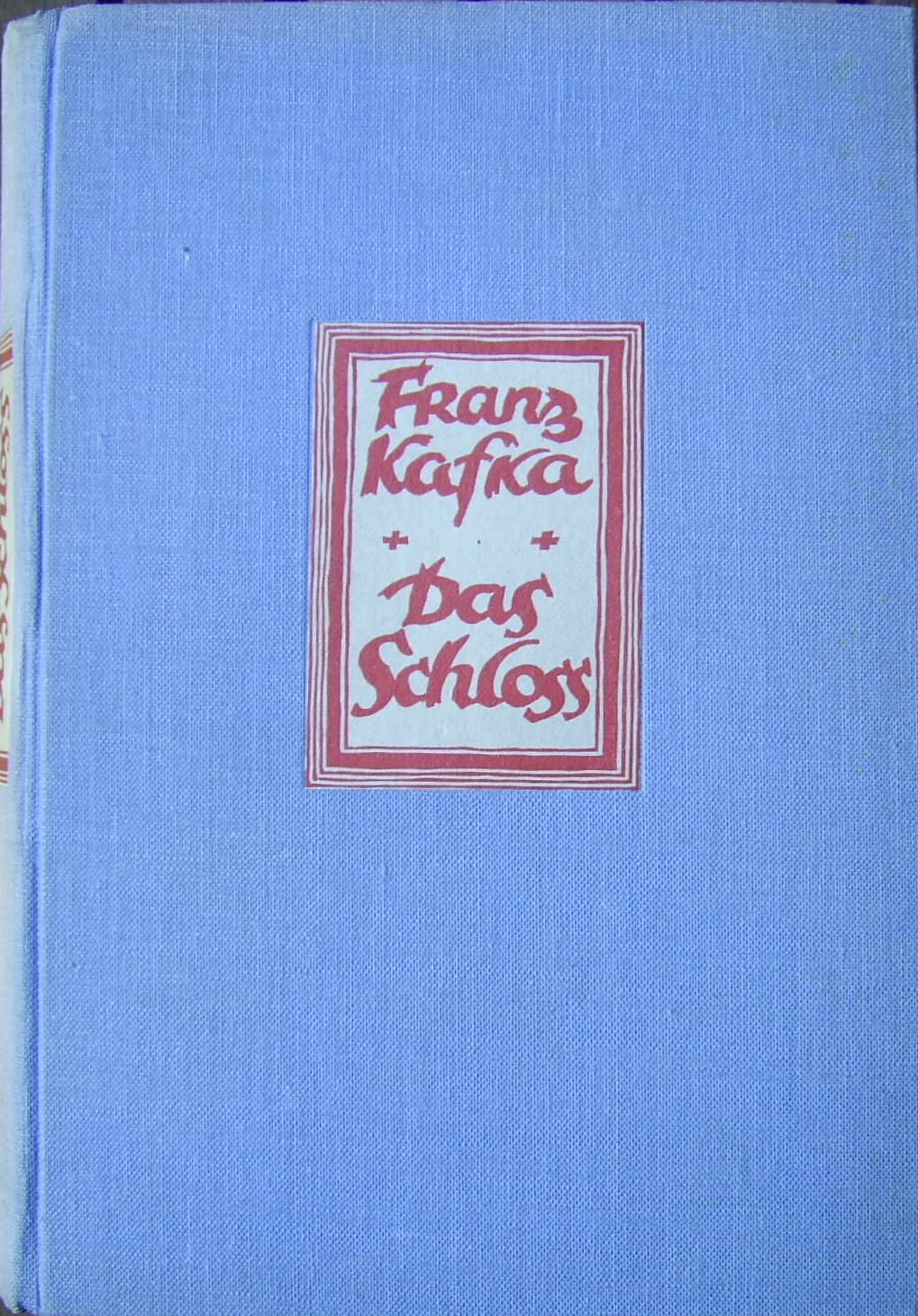
Erstausgabe Kurt Wolff Verlag 1926

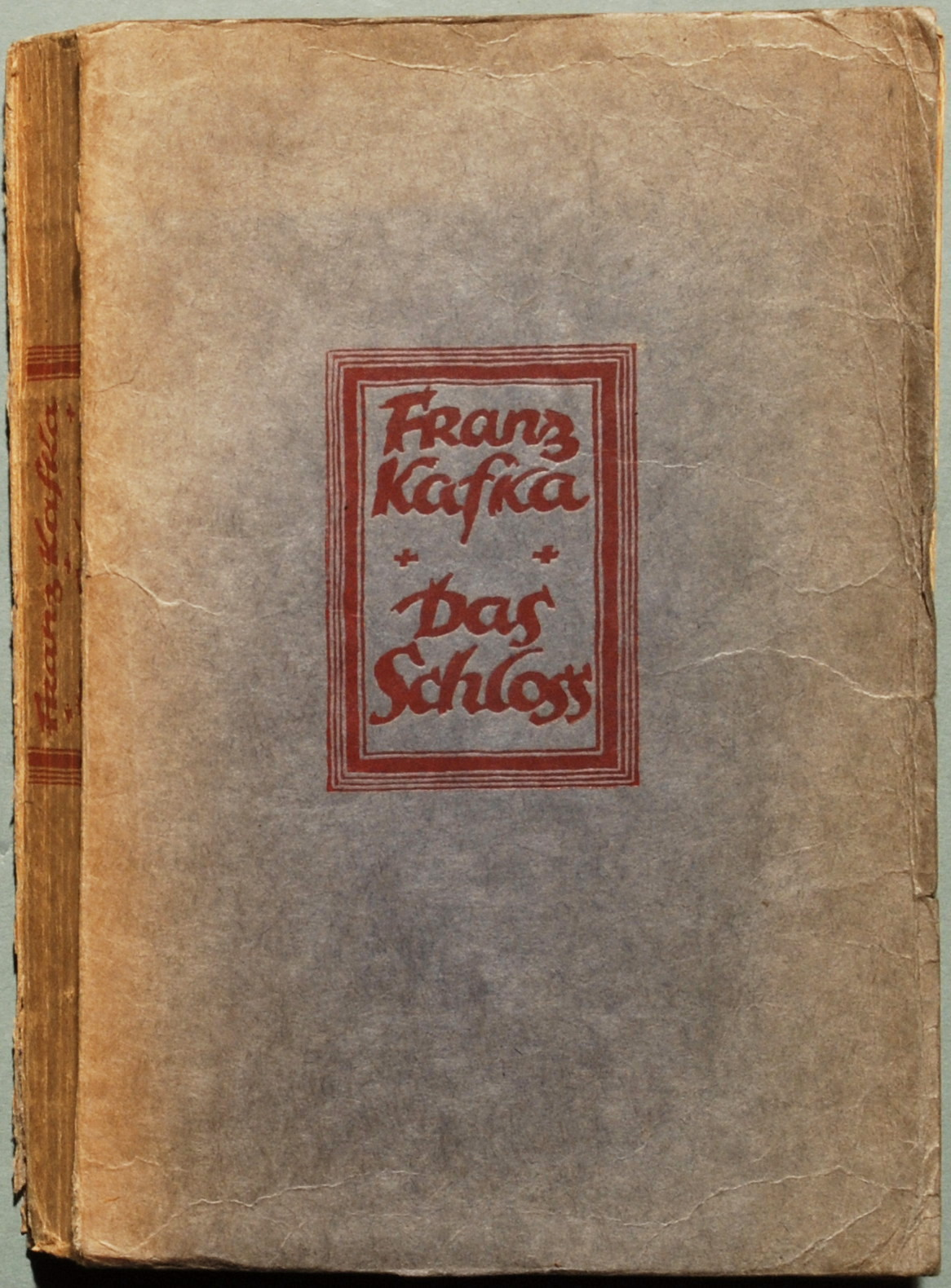
Original-Broschur des Erstdrucks 1926

## Handlung
Zu Beginn des Romanfragments trifft der Protagonist K. in einem winterlichen Dorf ein, das zur Herrschaft eines Schlosses gehört. Gefragt, ob er eine Erlaubnis zum Aufenthalt habe, erklärt er, der bestellte Landvermesser zu sein. Wie aus einem Gespräch mit dem Dorfvorsteher im weiteren Verlauf hervorgeht, wurde die Bestellung eines Landvermessers zwar diskutiert, es bleibt aber ungeklärt, ob eine Berufung K.s tatsächlich erfolgte. So darf er zwar bleiben, aber nur zeitweise als Schuldiener arbeiten.
Das Schloss mit seiner Verwaltung scheint durch einen gewaltigen, undurchschaubaren bürokratischen Apparat jeden Einzelnen der Einwohner zu kontrollieren und dabei unnahbar und unerreichbar zu bleiben. Einer nicht greifbaren bedrohlichen Hierarchie ausgesetzt, an deren Spitze sich die Beamten des Schlosses befinden, gestaltet sich das Leben der Dorfbewohner bedrückend. Bei Überschreitung der Vorschriften droht vermeintlich Schlimmes. Vom Schloss werden aber niemals erkennbare Sanktionen erhoben. K.s ganzes Streben ist darauf gerichtet, sich dem Schloss zu nähern. Doch sämtliche Anstrengungen scheitern. Die Vorgänge zwischen Dorf und Schloss und das untertänige Verhalten der Dorfbewohner bleiben ihm unverständlich.
Anfangs voll Ehrgeiz und Zuversicht, fühlt sich K. zunehmend ohnmächtig angesichts der Undurchschaubarkeit des Systems, in dem er sich befindet. Es zeigt sich am Ende eine gewisse Annäherung an die Dorfbewohner. Nach mehreren Gesprächen mit verschiedenen Frauen aus dem Dorf bricht der Roman ab.

## Entstehung
Nach jahrelangen Schreibschwierigkeiten begann Kafka, vermutlich nach einem gesundheitlichen Zusammenbruch, im Februar 1922 während eines Erholungsaufenthaltes im Riesengebirge in Spindlermühle den Roman Das Schloss zu schreiben. Unweit davon liegt das Schloss Friedland. Im März stellte er seinem Freund Max Brod das Geschaffene vor. Den Sommer verbrachte Kafka zur weiteren Erholung in Westböhmen in Plan, dort führte er den Roman weiter. Am 1. Juli 1922 wurde er endgültig pensioniert, da eine Arbeitsfähigkeit nicht mehr zu erwarten war. Im Herbst musste er zurück nach Prag, die Gesundheitsprobleme nahmen zu. Kafka legte nach dieser Unterbrechung das Romanfragment endgültig beiseite.
In den autobiografischen Schriften Kafkas gibt es wenige Hinweise auf die Entstehung des Schlossromans.
So geben Kafkas Aufzeichnungen auch keine Auskunft über Anregungen aus Filmen. Auffällig sind jedoch die Ähnlichkeiten mit dem Murnau-Film Nosferatu, der 1921 entstand und am 4. März 1922 in Berlin Premiere hatte. Im Film wird ebenfalls ein Schloss mit geheimnisvollen Vorgängen, zu dem ein Mensch von außen Zutritt sucht, dargestellt. Kafkas Kuraufenthaltsort Matlarenau (Matliary) in der Hohen Tatra lag unweit der Arwaburg (Oravský hrad), die Schauplatz des Filmgeschehens war und die mit dem im Roman beschriebenen Schloss auffallende Übereinstimmungen zeigt.

## Inhalt

### Ankunft
Im ersten Kapitel erreicht der Protagonist K. an einem Winterabend ein ärmliches Dorf bei einem gräflichen Schloss. Er übernachtet im dörflichen Wirtshaus, dem Brückenhof, wird aber bald von einem Vertreter des Schlosses geweckt, der erklärt, nur mit Erlaubnis des Schlosses dürfe man sich im Dorf aufhalten. K. stellt sich als Landvermesser vor, den der Graf Westwest habe kommen lassen. Es erfolgen zwei Telefonate mit dem Schloss. Im ersten wird von dort K.s Bestellung bestritten, im zweiten aber dann anscheinend doch bestätigt, so dass K. bleiben darf. Am Morgen versucht K. zum Schloss zu gehen; auf unerklärliche Weise kann er sich ihm aber nicht nähern und muss umkehren. Die Dorfbevölkerung begegnet ihm mit Distanz und Misstrauen.

### Der Aufenthalt im Dorf
Im weiteren Verlauf werden die Versuche, seine Legitimation als gräflicher Angestellter durch das Schloss zu bewirken, K.s einziger Lebensinhalt. Das Schloss schickt ihm zwei Gehilfen, angeblich, um ihn „aufzuheitern“, wie er erst später erfährt. Der Bote Barnabas überreicht ihm zweimal Briefe des hohen Beamten Klamm, die wohlwollend scheinen, der Realität aber nicht entsprechen. Klamm wird zur zentralen Figur in K.s Denken. Er trifft das Schankmädchen Frieda, die angebliche Geliebte Klamms, die ihn sofort in eine erotische Beziehung hineinzieht, die sich aber bald wieder auflöst.
Es kommt zu einem Gespräch mit dem Dorfvorsteher, der K. von der von Chaos geprägten riesigen Bürokratie, die Dorf und Schloss beherrscht, eine Ahnung vermittelt. Die Abläufe erscheinen sehr gründlich, quälend umständlich und doch im Ergebnis oft zufällig. Die Äußerungen des Dorfvorstehers lassen K. vermuten, seine Berufung gehe auf einen vor vielen Jahren fehlgeleiteten Brief zurück. Als Landvermesser hat man für K. im Dorf keine Arbeit. Der Dorfvorsteher beschäftigt K. aber gegen den Willen des Lehrers als Schuldiener. K. nimmt diese Stellung an. Er, Frieda und die Gehilfen, die ihn immerzu verfolgen, wohnen kurzzeitig in einem der beiden Schulzimmer, in dem auch Turngeräte stehen. Hier kommt es zu grotesken und besonders für K. entwürdigenden Szenen. So stellt die Lehrerin K. vor den Schülern bloß und schlägt ihn sogar. Als es auch noch zu einer Streitigkeit mit dem Lehrer kommt, jagt K. in einem Wutanfall seine Gehilfen fort.
K.s ganzes Bestreben ist darauf gerichtet, einen Zugang zu Klamm zu erreichen. Er lauert ihm vergeblich auf. Er führt lange Gespräche mit verschiedenen Frauen, die ihm ihre eigene Situation preisgeben und ihm gleichzeitig seine Ahnungslosigkeit über die Verhältnisse im Schloss schildern. Die Brückenhofwirtin gesteht ihm, dass auch sie Klamms Geliebte war und ihm immer noch verfallen sei. Die Schwestern des Boten, Olga und Amalia, geben einen Einblick in den Mechanismus des Dorflebens. Amalia hatte sich geweigert, auf ein obszönes Angebot des hohen Schlossbeamten Sortini einzugehen, und dessen Brief vor den Augen des zustellenden Boten zerrissen. Seitdem wird die ganze Familie von den Dorfbewohnern verachtet und isoliert. Vom Schloss aber erfolgte keinerlei Reaktion.

### Im Herrenhof
Der Herrenhof ist das Gasthaus, in dem die Herren des Schlosses zeitweise arbeiten, übernachten und die Parteien empfangen. Hier hatte K. Frieda kennengelernt. Nachdem K. im Hof des Herrenhofes vergeblich versucht hatte, Klamm zu treffen, greift hier zum ersten Mal die Behörde direkt auf K. zu, in der Gestalt von Klamms Dorfsekretär Momus. Er möchte ein Protokoll über K.s Auftritt im Brückenhof aufsetzen. K. ist wenig zugänglich, und als er erfährt, dass Klamm dieses Protokoll sicher nicht lesen wird, verweigert er seine Beteiligung völlig.
Die Handlung scheint eine Wendung zu nehmen, als K. eines Nachts in den Herrenhof zum Sekretär eines Schlossbeamten, Erlanger, gerufen wird. Er wählt die falsche Tür und trifft so zufällig auf einen Beamten namens Bürgel, der für K.s Wünsche zugänglich scheint, da es ihm an Arbeit mangelt und er geradezu auf eine Aufgabe lauert. Allerdings ist K. nicht in der Lage, diese Chance zu nutzen, da er im Verlauf des Gesprächs von einer bleiernen Müdigkeit erfasst wird und einschläft. Später stellt sich außerdem heraus, dass Bürgel ohne Einfluss ist. Er ist nicht nur nicht zuständig, sein Chef ist außerdem kaltgestellt worden, sein Wort hätte kein Gewicht. Fazit: „Es gibt Dinge, die an nichts anderem als an sich selbst scheitern.“ Als Erlanger K. noch kurz vor seiner Abfahrt zu sich ruft, fordert er ihn auf, Frieda wieder im Ausschank des Herrenhofes arbeiten zu lassen, damit Klamm sich nicht an ein anderes Ausschankmädchen gewöhnen müsse. Im Anschluss erlebt K. in einer besonders skurrilen Szene die Aktenverteilung an die Beamten im Herrenhof, die um 5 Uhr morgens beginnt und offenbart, wie oft Akten verwechselt werden, woraufhin heftige Streitereien zwischen den Beamten und Dienern um die Akten entstehen.
Frieda hat sich inzwischen entschlossen, K. zu verlassen und wieder im Herrenhof zu arbeiten. K. versucht, sie davon abzuhalten. Sie scheint aber jetzt Jeremias, einen der Gehilfen, den sie aus ihrer Kindheit kennt, K. vorzuziehen. Zuletzt kommt es zu einem längeren Gespräch K.s mit Pepi, der vorübergehenden Nachfolgerin Friedas im Ausschank, die ihm erklärt, dass Frieda ihn nur benutzt habe.

### Das Ende
Nach einer rätselhaften Unterhaltung K.s mit der Herrenhofwirtin über deren Kleidung bricht das Fragment hier ab. Es gibt noch mehrere Einzelpassagen und gestrichene Stellen aus dem Roman, so eine Passage über die Begegnung mit dem Fuhrmann Gerstäcker bzw. mit dessen Mutter. Die Schilderung von Gerstäckers Stube, in der dessen Mutter in einem Buch liest, bricht mitten im Satz ab und stellt das Ende des Romanfragments dar: „Sie reichte K. die zitternde Hand und liess ihn neben sich niedersetzen, mühselig sprach sie, man hatte Mühe sie zu verstehn, aber was sie sagte“
Ein von Kafka selbst verfasster Schluss existiert nicht, er wurde aber von Max Brod aus persönlichem Erzählen des Autors rekonstruiert. So sollte K. am siebenten Tag an körperlicher und seelischer Erschöpfung sterben, während ihm zu gleicher Zeit das Schloss aufgrund seiner eifrigen und stets fehlerfreien Bewerbung der Gnade halber ein Wohnrecht erteilt und K. somit doch einen Teilsieg in seinem Bestreben errungen hätte.

## Textanalyse mit Personenbeschreibung

### Erzählperspektive und Aufbau
Der Roman ist in der „Er-Form“ verfasst, obwohl der Erzähler sich zumindest zu Beginn weitgehend aus der direkten Sicht der Hauptfigur äußert. Dies gilt nicht für die Bürgel-Szene, in der K. schläft. (Auch nicht für das von Max Brod avisierte Ende durch K.s Tod.) Andererseits verbirgt K. selbst manches vor dem Leser, erkennbar besonders in den Textstellen, die K.s Zwielichtigkeit andeuten, etwa wenn K. davon spricht, dass er sich besser hätte unauffällig einschleichen sollen. Es ergibt sich so eine ironisch gebrochene Erzählperspektive. Im Verlauf des Romans verliert sich die parallele Sicht des K. und des Lesers zunehmend, der Leser erlebt eine Relativierung und Distanzierung, immer wieder taucht ein in die Sätze eingeschobenes schien auf.
Der Aufbau des Romans variiert etwas je nach Fassung. Die Brod-Fassung unterteilt in 20 unbetitelte Kapitel. Nur das fünfzehnte Kapitel, das die Verhältnisse der Familie des Barnabas schildert, ist in sich untergliedert (Amalias Geheimnis/Amalias Strafe/Bittgänge/Olgas Pläne). Die Pasley-Ausgabe unterteilt in 25 Kapitel, wovon 19 betitelt wurden.
Nur in den anfänglichen Kapiteln wird eine Handlung entwickelt. Die fortschreitenden Kapitel sind dagegen durch lange in sich kreisende Gespräche geprägt. Der kausale Ablauf verliert sich zunehmend.
Der Roman hat neben bedrückenden viele skurrile und komische Passagen, gerade diese signalisieren jedoch oft die Aussichtslosigkeit der Situation, insofern kann der Roman auch als „schwarze Satire“ gesehen werden. Durch verschwimmende, unlogische Ort- und Zeitbezüge und sich eigenartig verselbstständigende materielle Objekte wird außerdem ein stark surreales Moment dargestellt.
Als Stilmittel werden keine „Krimi“-Spannungsmomente oder physischer Horror wie in Der Process oder In der Strafkolonie verwendet, sondern es handelt sich um eine „umfassende Beschreibung einer unbegreiflichen Beharrlichkeit, die nicht zum Ziel führt“, wie Reiner Stach es formuliert.

### Die Person K.
K. ist eine wenig erläuterte oder charakterisierte Erscheinung. Er spricht anfangs davon, in der fernen Heimat Weib und Kind zurückgelassen zu haben. Bei den Eheplänen mit Frieda ist davon nicht mehr die Rede. Sein Auftreten, seine scharf analysierende Sprechweise, seine Entlarvung der altmodischen Kleider der Herrenhofwirtin lassen darauf schließen, dass K. aus anderen Verhältnissen als denen eines Dorfes stammt. In den ersten Aufzeichnungen zu dem Roman, die Kafka später verwarf, wird der Landvermesser nämlich nicht als armer Wanderer dargestellt, sondern als hoher Gast, für den das Fürstenzimmer im Gasthof bereitgehalten wird. Das ganze Dorf hat ihn offensichtlich erwartet, was seinen Unmut und sein Misstrauen hervorruft.
Ob K. wirklich Landvermesser ist oder nicht, lässt sich nicht eindeutig aus dem Romanfragment ableiten. Max Brod verwendet in seinem Nachwort zum Roman die Formulierung „der angebliche Landvermesser“. Der weitere Verlauf des Romans weckt Zweifel an der Glaubwürdigkeit K.s, insbesondere an seinem beruflichen Status. Es wird z. B. die Existenz der zwei Gehilfen aus seinem früheren Arbeitsleben, auf die er anfangs tatsächlich oder scheinbar gewartet hat, und die ihn als Landvermesser legitimieren würden, später nicht mehr erwähnt. Seine Überlegung, vielleicht als „einfacher Wanderbursche“ – wie er es einmal formuliert – leichter Zugang zu finden, zeigt Ratlosigkeit, aber auch Verschlagenheit. In der Unterredung mit der Wirtin am Schluss des Romans wirft ihm diese vor, nicht die Wahrheit zu sagen. Seine Antwort: „Auch du sagst sie nicht.“ Also lügt er doch.
Der Begriff „Landvermesser“ kann auch sprachlich gedeutet werden in der Verbindung „vermessen sein“ und „Landstreicher“.
K. wird ausschließlich charakterisiert durch seinen Kampf, dem Schloss näher zu kommen, und dort eine Legitimation seiner Existenz zu erreichen. Immer wieder sind im Text in K.s Denken Begriffe vom Kampf mit dem und gegen das Schloss die Rede. Das Schloss aber reagiert darauf nicht. K. wird auch charakterisiert durch eine Erinnerung aus der Jugend, als er als Junge sieghaft eine hohe Mauer erklommen hatte. In einer Traumsequenz kämpft er siegreich gegen einen Sekretär in Gestalt eines nackten griechischen Gottes. Diese Träume von Erfolg haben in der für K. frustrierenden Realität keinen Raum.
Sein Verhalten den Dorfbewohnern gegenüber erscheint lange Zeit unzugänglich, fast arrogant. Anfangs ist er beherzt und hofft, mittels zielgerichteter Aktionen seinen Wunsch zu realisieren. Allmählich erkennt er die mächtige soghafte Wirkung und gleichzeitig die Unzugänglichkeit des Schlosses. Am Schluss ist er müde und deprimiert wegen der Vergeblichkeit seiner Versuche, allerdings öffnet er sich schrittweise den Dorfbewohnern, da er eine Ahnung davon bekommt, was sie bewegt.
K. korrespondiert mit der Figur des Mannes vom Lande aus Kafkas Türhüterlegende, Vor dem Gesetz, der keinen Zutritt zum Gesetz erhält und so sinnlos bis zum Tod wartet.

### Die Dorfbewohner
Sie erscheinen ärmlich und eingeschränkt. Ihre Aussagen zum Schloss sind zumeist geheimnisvoll oder rätselhaft und von Angst oder Resignation geprägt. Alle Vorgänge um das Schloss werden minutiös beobachtet und gedeutet. Reale Auswirkungen des Schlosses auf die Dorfbewohner sind kaum erkennbar, außer dass die Schlossbeamten Liebesdienste der Frauen in Anspruch nehmen. Mit Ausnahme Amalias geschieht dies mit Zustimmung (Frieda), zum Teil mit Herbeisehnen (Wirtin, Pepi), ist es doch eine Möglichkeit, sich dem Schloss zu nähern. Für K. selbst sind die Frauen wiederum nur interessant als Hoffnung auf Zugang zum Schloss.
Die Frauen werden mehr oder weniger wie Prostituierte beschrieben, erscheinen jedoch in einer modernen Sicht. Sie faszinieren ihre Umgebung nicht durch Schönheit, sondern durch mentale Stärke. In dieser Weise bemüht sich die matronenhaft-eindrucksvolle Brückenwirtin Gardena, K. eine Vorstellung von den dörflichen Zusammenhängen mit dem Schloss zu vermitteln; aber er ist – zumindest anfangs – nicht bereit, sich ihren Erklärungen zu öffnen.
Die Frauen wirken überlegen und reagieren individuell auf die Offerten der Beamten. Reiner Stach formuliert es so: „Im Abglanz der Macht gewinnen sie eine eigene geheimnisvolle Würde, die sie für den Landvermesser unwiderstehlich macht“.
Amalia allerdings entzieht sich diesem erotischen Dunstkreis und weist das Ansinnen des Beamten Sortini zurück. Das Dorf ist entsetzt über Amalias Verweigerung. Ohne dass das Schloss irgendwie eingreift, vollzieht die Dorfgemeinschaft, im vorauseilenden und stellvertretenden Gehorsam, die Strafe der Isolation an Amalia und ihrer Familie. Amalia aber ist ungebrochen in ihrer in sich gekehrten Art.
Die Gehilfen, der Bote Barnabas und der Dorfvorsteher sind Personen aus dem Dorf, die Zugang zum Schloss haben. Die Gehilfen sind unnütze, chaplineske Erscheinungen, die K. schließlich vertreibt. Später erfährt er, dass der Beamte Galater in Vertretung Klamms ihm diese Gehilfen geschickt hatte, „um ihn ein wenig zu erheitern“. Der Leser mag sich fragen, ob das ihre einzige Funktion war. Oder sollten sie gezielt K. im Auge behalten? Im weiteren Verlauf wendet sich Frieda, enttäuscht von K., einem der Gehilfen zu.
Der Dorfvorsteher und der Bote schildern die Vorgänge im Schloss aus ihrer Sicht. Die angebotenen Bilder dieser riesenhaften Verwaltung sind beklemmend. Gleichzeitig werden aber Skurrilitäten der Beamten und abstruse, nicht logisch erklärbare Vorgänge geschildert, so dass ein Bild der Lächerlichkeit entsteht. Die Personen, die zwischen Dorf und Schloss agieren, sind in der Verrichtung ihres Dienstes gekennzeichnet durch redliche Bemühungen. Das übermäßig ausgedehnte System des Schlosses, das alles durchdringt und gleichzeitig unzugänglich ist, führt aber dazu, dass ihre rastlose Tätigkeit ineffektiv bleibt.
Bezeichnend ist, wie sich K.s Sicht auf diese Personen (Frieda, Barnabas, die Gehilfen) verändert. Zunächst erscheinen sie ihm jung, agil und ansprechend, da sie ihm aber nicht helfen können, sich dem Schloss zu nähern, werden sie für ihn auch optisch unattraktiv.

### Das Schloss und seine Vertreter
Das Schloss als Bauwerk wird keineswegs als repräsentativ und schlossartig, sondern als altertümlich und schäbig beschrieben. Es besteht aus zahlreichen Einzelbaukörpern und enthält eine unabschätzbare Zahl von Gängen und Räumen, die von Menschen wimmeln und eher eng als prachtvoll zu sein scheinen. K. empfindet es wie etwas Irrsinniges. Der Turm wirkt auf ihn wie ein aus dem Dach ausbrechender, sonst versteckter Hausgenosse.
Während die Dorfbewohner ständig Repressalien seitens des Schlosses befürchten, erfolgen im Lauf der Erzählung keinerlei unfreundliche Maßnahmen von dort. Die Vertreter des Schlosses werden bis auf den Ausfall Sortinis nicht einmal als böswillig, sondern eher als bemüht geschildert. Eine Kontrolle erfolgt zwar bis ins Intimste (Verhöre, die Gehilfen), es zeigen sich aber hieraus keine negativen Folgen. Die beiden Briefe des Schlosses an K. bleiben unbestimmt, lediglich die Anweisung Erlangers ist konkret.
Es ist zwar vorgesehen, dass Bewohner ihre Anliegen im „Parteienverkehr“ vorbringen können, aber es wird nicht klar, wie dies zu erfolgen hat, da die Zuständigkeiten unbekannt sind. Barnabas und seine Eltern zermürben sich ebenso wie K., indem sie ihre Anliegen bei den Behörden anzubringen suchen, ohne zu wissen, wohin sie sich konkret wenden sollen. Gerade die Unerreichbarkeit scheint das Schloss und seine Vertreter zum Objekt des Verlangens zu machen. Alfred Schmidt formuliert wie folgt: „Es ist die Faszination des Abhängigen, Unfreien, Ausgelieferten gegenüber der Übermacht, die sich in unnahbarer Distanz hält, auf die Ausübung ihrer Macht und die Vernichtung aber verzichtet.“
Die bürokratischen Abläufe, die vom Schloss ausgehen, erscheinen wie ein außer Kontrolle geratener, in sich geschlossener riesiger Mahlstrom, der die Welt draußen nicht wahrnimmt. Demonstriert wird das u. a. durch die vergebliche Suche nach dem Beschluss zur Bestellung eines Landvermessers beim Dorfvorsteher, die zu einem grotesken Chaos führt.
K. kann sich dem Schloss räumlich nicht nähern, da der Weg nicht da ist, wo er sein müsste. Die Beamten benutzen nach nicht erkennbaren Regeln ständig andere Wege, um zwischen Schloss und Dorf zu verkehren. Telefonleitungen zwischen Schloss und Dorf werden nur zum Schein aufrechterhalten. Man hört meist nur ein geheimnisvolles Summen, wenn man das Schloss anruft, das als die Mischung aller gerade telefonierenden Beamtenstimmen erklärt wird. Wenn einmal jemand den Hörer abnimmt und Antworten gibt, so erfolgt dies nur aus Jux.
Die Beamten in ihrer durch Tag- und Nachtarbeit bedingten Müdigkeit, die sie teilweise zum Empfang der Parteien im Bett nötigt, und ihr gleichzeitiges Durchdrungensein von ihrer großen Aufgabe sind letztlich lächerliche Erscheinungen. Sie sind einerseits bemüht, wollen viele Akten zugeteilt bekommen, meiden aber andererseits die Realität. Sie verstecken sich und scheuen den Kontakt zu den Dorfbewohnern. Ihre privaten Bedürfnisse können sie nicht anders als unflätig artikulieren (Sortini) und durch Ausnutzung von Dorfbewohnerinnen befriedigen (Klamm). Doch da sie die Aura des Schlosses umgibt, hebt sie das weit über diese profane Zuordnung hinaus. So erscheinen sie faszinierend und ihre tatsächliche Erscheinungsform ist kaum greifbar. Dies gilt besonders für Klamm, dessen Name „Schlucht“, „Abgrund“, aber auch „klammern“ oder „beklommen“ assoziiert.
Der nächtliche Parteiverkehr der Beamten wird auch als „Nachtverhör“ bezeichnet. Dieser findet immer im Herrenhof statt und hat „den Zweck, Parteien, deren Anblick den Herren bei Tag unerträglich wäre, abzuhören, schnell, in der Nacht, bei künstlichem Licht, mit der Möglichkeit, gleich nach dem Verhör alle Häßlichkeit im Schlaf zu vergessen“. Erscheinen darf man zu den Nachtverhören jedoch nur nach einer Vorladung und muss nach erfolgter Anhörung den Ort sogleich wieder verlassen. Jedoch ist nicht ersichtlich, welchen Zweck diese Nachtverhöre haben bzw. ob sie überhaupt zielführend sind.
Auch den Schlossherrn umgibt eine geheimnisvolle Aura. Anfangs wird er nur als „Graf“ bzw. „Graf Westwest“ bezeichnet. Im weiteren Verlauf des Romans wird jedoch nicht mehr auf ihn eingegangen.

## Deutungsansätze

### Biografische Bezüge
Ein reales Beispiel für das Schloss könnte der Hradschin in Prag sein, in dessen unmittelbarer Nähe Kafka selbst einige Zeit lebte. Weitere Vorbilder werden in der Nosferatu-Burg in der Hohen Tatra, im Schloss Wallensteins in Friedland oder in demjenigen im Dorf Wossek, aus dem Kafkas Vater stammte, gesehen. Auch das palastartige Gebäude von Kafkas Dienstherren, der Prager Arbeiter-Unfallversicherung, in der hunderttausende von Aktenvorgängen zu bearbeiten waren, soll Pate gestanden haben.
Personelle Bezüge werden zwischen der Romanfigur Frieda und Kafkas früherer Freundin Milena Jesenská gesehen. Der Gasthof „Herrenhof“ ist gleichzeitig ein Café in Wien (von den Literaten auch „Hurenhof“ genannt), in dem sich Milenas Mann Ernst Polak mit Franz Werfel, Otto Pick, Egon Erwin Kisch und Otto Gross zu treffen pflegte. In Barnabas’ Schwester Olga kann Kafkas Lieblingsschwester Ottla entdeckt werden. Die einfache, bedrückte Familie des Barnabas weist auf Kafkas zweite Verlobte Julie Wohryzek mit ihrer armen Familie hin.
Laut Reiner Stach ist es jedoch fraglich, „ob man den Landvermesser K. wirklich als Kafkas Stellvertreter, sozusagen als eine Kafka-Puppe sehen kann, an der moritatenhaft das Schicksal ihres Erfinders exerziert wird“.
Kafka ist beruflich nicht mit K. zu vergleichen, vielmehr ist sein sicherer Arbeitsplatz als Jurist in einer gehobenen Stellung bei der Arbeiter-Unfallversicherung ähnlich der Stellung der höheren Beamten des Schlosses. Bezeichnenderweise residierte diese riesige Versicherung ebenfalls in einem palastartigen Gebäude in Prag. In den erhaltenen Arbeitstexten Kafkas treten Entschlossenheit und praktische Zielführung hervor. Er hat den Umgang mit der Bürokratie offensichtlich auf hohem Niveau beherrscht, im Gegensatz zu seinen Romanhelden, die, wie Peter-André Alt formuliert, „mit resignativer Passivität vor den Ordnungslabyrinthen der Bürokratie stehen“.
Dennoch gibt die verunsichernde Situation K.s die Kafka eigene Sichtweise wieder, die mit seiner Lebensrealität nur teilweise oder überhaupt nicht übereinstimmte.

### Deutungsansätze
Eine grundlegende Gesamtdeutung ist nicht zu leisten, es werden hier daher nur Einzelaspekte dargestellt.
Der bereits im ersten Abschnitt des Romantextes beschriebene Blick K.s angesichts des unsichtbaren Schlosses „in die scheinbare Leere“ wird im Lauf des weiteren Romans entfaltet, variiert und ausgedeutet. Alle weiteren Bemühungen K.s gehen ins Leere. Durch die Mauern des Schlosses dringt niemand, weder durch beharrliches Warten noch durch Herausforderung zum Kampf, wie es der Landvermesser – zumindest zu Beginn – versuchte. Die letzte Instanz existiert, doch sie bleibt unerbittlich fern, und so ist die entscheidende Frage, ob sie auch feindselig oder gar böse ist, reine Mutmaßung. In der existentialistisch geprägten Interpretation von Albert Camus steht der ergebnislose Versuch K.s sich dem Schloss anzunähern für die berechtigte aber erfolglose Sinnsuche des Menschen (bzw. die Suche nach jeglicher Transzendenz) in einer sinnentleerten Welt.
Das Schloss erscheint wie ein wandelbares psychisches System. Die Verwaltung hat Züge einer geheimnisvollen Seelenlandschaft angenommen, deren labyrinthische Struktur anziehend und erschreckend zugleich wirkt. Die Bürokratie-Thematik kann bei Kafka auch als Metapher für die Unmöglichkeit einer rational-empirischen Wirklichkeitsbewältigung gesehen werden.
Der Besitzer des Schlosses, Graf Westwest, der nur anfangs kurz erwähnt und dann nicht weiter thematisiert wird, hat in seinem Namen eine besondere Assoziationskraft (völliges Ende, jenseits des Endes). Er wird als Vertreter der Todessphäre oder eben auch als Jenseits und Überwindung der Todessphäre gedeutet.

### Bestehende bekannte Deutungen
Die Assoziationskraft des „Schlosses“ ist kaum auszuschöpfen. Am bekanntesten sind die Deutungsansätze von Max Brod und Theodor W. Adorno. Brod sah darin ein theologisches Modell, nämlich den Ort göttlicher Gnade. Als enger Vertrauter und Nachlassverwalter Kafkas konnte er dies mit einer gewissen Berechtigung vorbringen. Adorno interpretierte das Werk als Darstellung von Hierarchie- und Machtstrukturen auch künftiger totalitärer Systeme.
Weitere Deutungen sehen eine schwarze Satire auf Macht, Willkür und Überbürokratisierung von Behörden und Staatsapparaten. Das „Schloss“ könnte nach psychoanalytischer Deutung auch die Welt der Väter darstellen, die zu erobern der Sohn sich vergeblich bemüht.
Zur Frage, wofür das Schloss und K.s Versuche, Zugang zu erlangen, stehen, sind mit Hilfe von theoretischen Ansätzen vielfältige Studien entstanden, die wertvolle Einsichten bieten. Sie leiden aber häufig daran, dass die Autoren bestrebt sind, ihre Einsichten in einen interpretatorischen Rahmen zu zwingen, der letztendlich außerhalb des Romantextes liegt.

## Rezeption
- Kindlers Lexikon (S. 49) zur Situation der Familie des Barnabas: „Die Unschuldigen bitten die um Verzeihung, die ihnen letztlich das Böse angetan haben. Aber die Bitte um Verzeihung findet wohlweislich kein Echo: Indem die Urheber des Bösen sich entziehen, werden sie Gegenstand einer knechtischen Sehnsucht.“
- Ries (S. 139): „Die Faszination, die vom Schloß ausgeht, liegt aber nicht nur in den alten Schlossmythen, sondern vor allem in der Leere seiner Identität, seiner für den Betrachter lediglich spiegelhaften Wirklichkeit.“
- Fingerhut (S. 186): „In den Romanen Das Schloss und Der Process werden die Beantwortung der (Sinn-)Frage nach Wahrheit und Recht der Frage nach den Sprachregelungen und Kommunikationsdefiziten nachgeordnet.“
- Peter-André Alt: Franz Kafka. Der ewige Sohn. (S. 594): „Zum Sinnbild für die amorphe Ordnung, in die sich K. verirrt, wird die winterliche Landschaft. Der Raum, den der Protagonist durchquert, weist keine genauen Lineamente und Gliederungssignale auf. Im Schneetreiben schwankt er durch die Gassen gezeichnet von der ‚Mühe, die ihm das bloße Gehen verursachte‘. Der Taumel ist die Chiffre eines Zustandes des Entgleitens, in dem sich K. während seines gesamten Aufenthaltes befindet.“
- Das Schloß wurde in die ZEIT-Bibliothek der 100 Bücher aufgenommen.

## Ausgaben
- Das Schloss. Roman. Kurt Wolff, München 1926.

Diese Erstausgabe wurde postum von Max Brod herausgegeben. Brod ließ darin umfangreiche Teile des unvollendeten Romans weg, um ihn abgeschlossener wirken zu lassen, insbesondere die letzten Kapitel: Das Schloss endet in der Erstausgabe dort, wo K. Frieda verliert. Es fehlen damit unter anderem die Szene bei Bürgel, die Aktenverteilung und das Gespräch von K. mit Pepi.
- Das Schloss. Roman, S. Fischer, Frankfurt a. M. 1951.

Erst mit Max Brods dritter, ergänzter Ausgabe von 1951 fand das Werk in seinem vollen Umfang größere Verbreitung. Bereits vorher waren stark beachtete Übersetzungen in andere Sprachen veröffentlicht worden, insbesondere ins Englische und ins Französische, die jedoch alle auf der stark gekürzten Erstausgabe beruhten. Brods in Berlin erschienene, ebenfalls um die in der Erstausgabe fehlenden Kapitel ergänzte zweite Ausgabe von 1935 hatte aufgrund der nationalsozialistischen Unterdrückung jüdischer Verlage und Autoren kaum Verbreitung gefunden.
- Das Schloss. Roman, in der Fassung der Handschrift, S. Fischer, Frankfurt a. M. 1982, ISBN 3-10-038135-1.

1982 erschien schließlich eine kritische Ausgabe in der Fassung der Handschrift, herausgegeben von Malcolm Pasley. Sie ist etwas anders eingeteilt als in den Ausgaben von Brod, und auch der Text weist gewisse Unterschiede auf, beispielsweise wurde Kafkas Interpunktion von Brod teilweise stark verändert. Basierend auf dieser Ausgabe erschienen auch Taschenbuchausgaben.
- Das Schloss. In: Franz Kafka: Schriften, Tagebücher. Kritische Ausgabe. Hrsg. von Malcolm Pasley, Fischer Taschenbücher, 2002, S. 7–495, ISBN 3-596-15700-5.

- Das Schloß. Roman. Suhrkamp, Frankfurt am Main (= suhrkamp taschenbücher. Band 2565).

- Das Schloss. Roman, illustriert, Vitalis, 2007, ISBN 978-3-89919-042-7.

- Das Schloss. Historisch-Kritische Ausgabe sämtlicher Handschriften, Drucke und Typoskripte. Herausgegeben von Roland Reuß und Peter Staengle. Stroemfeld Verlag, Frankfurt am Main und Basel 2018, ISBN 978-3-86600-119-0.

Die Ausgabe enthält alle Manuskriptseiten als Faksimile sowie als Umschrift, gegliedert wie das Manuskript in sechs Hefte. Enthalten sind entsprechend der „Prolog“, der die ersten etwa dreieinhalb Seiten des ersten Heftes umfasst, sowie die hinteren Seiten des sechsten Heftes, die, überwiegend von hinten nach vorne beschrieben, auch Texte ohne inhaltlichen Zusammenhang mit dem Schloss-Roman enthalten.

## Interpretationen
- Maurice Blanchot: Wiederholung und Verdoppelung. Notiz über Literatur und Interpretation. In: Neue Rundschau, Heft 2 / 1988, S. 121 ff.

## Sekundärliteratur
in der Reihenfolge des Erscheinens
- Rudolf Kreis: Ästhetische Kommunikation als Wunschproduktion. Goethe – Kafka – Handke. Literaturanalyse am „Leitfaden des Leibes“. Bouvier, Bonn 1978, S. 132–163.
- Carsten Schlingmann: Literaturwissen Franz Kafka. Reclam, Stuttgart 1995, ISBN 3-15-015204-6.
- Karlheinz Fingerhut: Kafka für die Schule. Berlin 1996, ISBN 3-06-102822-6.
- Malcolm Pasley: Nachbemerkung. In: Franz Kafka: Die Romane in der Fassung der Handschrift. Fischer Taschenbuch Verlag, Frankfurt/Main 1997, S. 987 ff., ISBN 3-596-13544-3.
- Peter-André Alt: Franz Kafka. Der ewige Sohn. Eine Biographie. C. H. Beck, München 2005, ISBN 3-406-53441-4.
- Wendelin Schmidt-Dengler, Norbert Winkler (Hrsg.): Die Vielfalt in Kafkas Leben und Werk. Vitalis, 2005, ISBN 3-89919-066-1.
- Bettina von Jagow, Oliver Jahraus: Kafka-Handbuch. Leben-Werk-Wirkung. Vandenhoeck & Ruprecht, 2008, ISBN 978-3-525-20852-6.
- Reiner Stach: Kafka. Die Jahre der Erkenntnis. S. Fischer, Frankfurt/Main 2008, ISBN 978-3-10-075119-5.
- Peter-André Alt: Kafka und der Film. C. H. Beck, München 2009, ISBN 978-3-406-58748-1.
- Cerstin Urban: Franz Kafka. Erzählungen II. C. Bange-Verlag, Hollfeld 2009, ISBN 978-3-8044-1756-4.
- Walter Fromm: Das Schloss. In: Manfred Engel, Bernd Auerochs (Hrsg.): Kafka-Handbuch. Leben – Werk – Wirkung. Metzler, Stuttgart, Weimar 2010, ISBN 978-3-476-02167-0, S. 301–317.
- Reiner Stach: Ist das Kafka? 99 Fundstücke. Fischer Verlag GmbH, Frankfurt/Main 2012, ISBN 978-3-596-19106-2.
- Wilko Steffens: Schreiben im „Grenzland zwischen Einsamkeit und Gemeinschaft“. Franz Kafkas Schloß als „Contact Zone“. Aisthesis Verlag, Bielefeld 2012, ISBN 978-3-89528-951-4.
- Benno Wagner: Allogenität und Assemblage. Kafkas „Schloss“ mit Blüher und Latour. In: Internationales Archiv für Sozialgeschichte der deutschen Literatur, Jg. 38 (2013), Heft 1, S. 64–99.
- Halina Nitropisch: Franz Kafkas Roman „Das Schloß“. Der moderne Mythos des Bewusstseins. Königshausen & Neumann. Würzburg 2017, ISBN 978-3-8260-5956-8.
- Manuel Clemens: Wir können uns K. auch als einen glücklichen Menschen vorstellen. Agency in Kafkas Institutionenroman Das Schloß. In: Weimarer Beiträge, Heft 1 (2020), S. 61–83.

## Verfilmungen
- 1962: von Sylvain Dhomme mit Heinz Bennent und Ingmar Zeisberg
- 1968: von Rudolf Noelte mit Maximilian Schell, Cordula Trantow, Trudik Daniel, Helmut Qualtinger und Hans Pössenbacher.
- 1994: von Alexei Balabanow mit Nikolaj Stotskij
- 1997: von Michael Haneke mit Ulrich Mühe und Susanne Lothar

## Andere Bearbeitungen
- als Drama:
  - Max Brod: Das Schloß. Schauspiel in zwei Akten (9 Bildern) nach Franz Kafkas gleichnamigem Roman in freier Bearbeitung. Uraufführung 12. Mai 1953 im Schloßpark-Theater Berlin
- als Hörspiel:
  - Franz Kafka: Das Schloß. Sprecher u. a.: Gert Westphal, Friedrich von Bülow. Regie: Karlheinz Schilling. Musik: Bernd Scholz. Produktion: SWF, RB. Entstehung: 1954. Laufzeit: 83 Minuten. Der Audio Verlag, Dav. 2003. ISBN 3-89813-285-4.
  - Das Schloss. Hörspiel in 12 Teilen. Mit Michael Rotschopf (Erzähler), Devid Striesow (K.), Werner Wölbern (Beobachter vom Schloss), Steven Scharf (Schwarzer), Peter Kurth (Wirt vom Brückenhof), Corinna Harfouch (Wirtin vom Brückenhof), Stephan Zinner (Wirt vom Herrenhof), Jens Harzer (Arthur/Jeremias), Gerti Drassl (Frieda), Sandra Hüller (Olga), Samuel Finzi (Momus/Oswald), Moritz Kienemann (Barnabas), Dieter Fischer (Lasemann), Wowo Habdank (Gerstäcker), Deleila Piaskov (Frau 1), Margit Bendokat (Wirtin vom Herrenhof), Wolfram Berger (Vorsteher), Götz Schulte (Lehrer), Anna Drechsler, Benedict Lückenhaus, Bibiana Beglau (Amalia), Johannes Silberschneider (Bürgel), Stefan Wilkening (Erlanger). Bearbeitung, Komposition und Regie: Klaus Buhlert, Produktion: BR Hörspiel und Medienkunst 2016. Nach der Erstsendung (15. Januar – 3. April 2017) gab es die einzelnen Teile als Podcast/Download im BR-Hörspiel-Pool.[42]
- als Oper:
  - Das Schloss. Oper von Aribert Reimann nach dem Roman von Franz Kafka und der Dramatisierung von Max Brod. Textfassung vom Komponisten. Dauer 165 min. Textbuch BN 3685-40. Uraufführung 2. September 1992 an der Deutschen Oper Berlin
- als Tanztheater:
  - Das Schloss. Tanztheater nach dem Roman von Franz Kafka von Hans Henning Paar; Musik von Krzysztof Penderecki, Alfred Schnittke und Dmitri Schostakowitsch. Uraufführung am 26. Mai 2011 am Staatstheater am Gärtnerplatz